# Tutto quel che ho
Tutto quel che ho è un singolo del gruppo musicale italiano The Sun, pubblicato il 25 novembre 2022 come sesto estratto dell'album Qualcosa di vero.

## Descrizione
Il brano è stato composto dal frontman Francesco Lorenzi il 27 ottobre 2022, di rientro dal pellegrinaggio in Terra santa "Un invito, poi un viaggio".

## Tracce
1. Tutto quel che ho – 2:53 (testo: Francesco Lorenzi – musica: Damiano Ferrari, Francesco Lorenzi)

## Video musicale
Il 27 gennaio 2023 è stato pubblicato su YouTube un lyric video della canzone, con animazioni grafiche a cura di Marco Vergnano.

## Formazione
- Francesco "The President" Lorenzi – voce, chitarra
- Riccardo "Trash" Rossi – batteria
- Matteo "Lemma" Reghelin – basso, cori
- Gianluca "Boston" Menegozzo – chitarra, cori
- Andrea "Cherry" Cerato – chitarra, cori